# Giải Emmy
Giải Emmy, hay thường được gọi là Emmy, là chương trình giải thưởng truyền hình (phim và chương trình), tương tự như Peabody Award nhưng thiên về thể loại giải trí hơn, được xem là giải thưởng cao quý nhất của công nghiệp truyền hình và thường được xem là giải Oscar của thể loại truyền hình.
Giải đã góp phần phát triển công nghiệp truyền hình lớn mạnh, kể cả các chương trình giải trí, tin tức, tài liệu, hay thể thao.
Giải thưởng gồm nhiều hạng mục khác nhau. Chẳng hạn như giải Primetime Emmy Award, tôn vinh các chương trình, phim truyền hình Mỹ (kể cả thể thao), và Daytime Emmy Award, tôn vinh thể loại chương trình, phim truyền hình dài tập hằng ngày Mỹ (có cả phim).
Ba giải khác tương tự như Giải Emmy:
- Academy of Television Arts & Sciences (ATAS) tôn vinh các chương trình, phim vào giờ vàng;
- National Academy of Television Arts & Sciences (NATAS) ghi nhận công sức các bộ phim, chương trình tư liệu, thể thao, tin tức...;
- International Academy of Television Arts & Sciences tôn vinh tất cả các loại chương trình, phim truyền hình ngoài nước Mỹ.

## Lịch sử
Viện Truyền hình Nghệ thuật & Khoa học Los Angeles (ATAS), xây dựng và thành lập giải thưởng Emmy nhằm tri ân và tạo cơ hội tiếp cận công chúng của ngành truyền hình. Giải Emmy đầu tiên được tổ chức ngày 25.01.1949 tại Câu lạc bộ Hollywood Athletic. Giải thưởng Emmy đầu tiên chỉ diễn ra trong phạm vi địa phương, trao cho các nhà sản xuất được phát sóng trong phạm vi Los Angeles. Trong đợt trao giải đầu tiên, Shirley Dinsdale đã nhận giải Truyền hình xuất sắc nhất.